# Transatlantic (TV-serie)
Transatlantic är en amerikansk historisk dramaserie från 2023 som hade svensk premiär på strömningstjänsten Netflix den 7 april 2023. Första säsongen består av 7 avsnitt. Serien är skapad av Daniel Hendler och Anna Winger som även skrivit seriens manus. Stéphanie Chuat, Véronique Reymond och Mia Maariel Meyer har svarat för regin.

## Handling
Serien kretsar kring om hur två amerikaner och deras vänner med risk för sina egna liv hjälper konstnärer, författare och andra, totalt mer än 2000 flyktingar, att komma undan nazisterna i Frankrike under tidigt 1940-tal.

## Roller i urval
- Gillian Jacobs – Madeline
- Cory Michael Smith – Oscar
- Moritz Bleibtreu
- Alexander Fehling
- Jonas Nay
- Lolita Chammah
- Luke Thompson
- Jodhi May
- Rafaela Nicolay
- Henriette Confurius